# فولتون لويس الثالث
فولتون لويس الثالث (بالإنجليزية: Fulton Lewis III)‏ هو صحفي أمريكي، ولد في 25 يناير 1936 في واشنطن العاصمة في الولايات المتحدة.

## وصلات خارجية
- الموقع الرسمي